# ジョヴァンニ・プラーナ

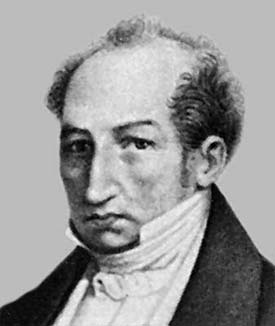
ジョヴァンニ・プラーナ

ジョヴァンニ・アントニオ・アメデーオ・プラーナ（Giovanni Antonio Amedeo Plana、1781年11月6日 - 1864年1月20日）は、イタリアの天文学者・数学者である。月の運行の解析を行った。

## 人物
ヴォゲーラに生まれた。1800年エコール・ポリテクニークに入り、ジョゼフ＝ルイ・ラグランジュ、ジョゼフ・フーリエに学び、1803年ピエモンテ州の砲学学校の数学教師になり、1811年にトリノ大学の天文学の教授になった。
月の運動学、積分法、楕円関数、熱学、測地学に貢献し、1820年に引力の法則に基づいて月の運行表を作成したことによりフランスの科学アカデミーから賞をうけた。1827年に王立協会の外国人会員となる。1832年" Théorie du mouvement de la lune"（『月の運動の理論』）を出版した。1834年にコプリ・メダル、1840年、1840年に王立天文学会ゴールドメダルを受賞した。1844年バロンの爵位を受けた。